# Magne Hoseth
Magne Hoseth (ur. 13 października 1980 w Averøy) – norweski piłkarz występujący na pozycji pomocnika, po zakończeniu kariery zawodniczej trener piłkarski. 

## Życiorys

### Kariera klubowa
Hoseth seniorską karierę piłkarską rozpoczynał w 1997 w klubie IL Averøykameratene. W 1999 trafił do Molde FK z Tippeligaen. W lidze norweskiej zadebiutował 11 czerwca 1999 w zremisowanym 0:0 meczu z Stabæk Fotball. W tym samym roku wywalczył z Molde wicemistrzostwo Norwegii. W 2002 ponownie został z zespołem wicemistrzem Norwegii.
Latem 2004 trafił do duńskiego FC København. W Superligaen pierwszy mecz zaliczył 7 sierpnia 2004 przeciwko Viborg FF (2:3). 15 sierpnia 2004 w zremisowanym 1:1 spotkaniu z Odense BK strzelił pierwszego gola w trakcie gry w lidze duńskiej. W 2005 roku Hoseth wywalczył z klubem z Kopenhagi wicemistrzostwo Danii.
Latem 2005 powrócił do Norwegii, gdzie podpisał kontrakt z Vålerenga Fotball. Zadebiutował tam 4 lipca 2005 w wygranym 3:0 ligowym pojedynku z Odds BK. W tym samym roku zdobył z drużyną mistrzostwo Norwegii.
W 2006 ponownie został zawodnikiem Molde FK. W 2011, 2012 i 2014 zdobył z tym klubem mistrzostwo Norwegii, a w 2013 i 2014 puchar kraju. 
Latem 2014 został zawodnikiem Stabæk Fotball. W styczniu 2015 przeszedł do Viking FK, jednak w sierpniu tego roku został zawodnikiem Aalesunds FK. Zimą 2016 odszedł do Notodden FK. W sierpniu 2017 został piłkarzem Kristiansund BK. W 2018 powrócił do IL Averøykameratene. W tym samym roku występował jeszcze w rezerwach Kristiansund BK. Na początku 2019 zakończył karierę piłkarską.

### Kariera reprezentacyjna
W reprezentacji Norwegii Hoseth zadebiutował 25 kwietnia 2001 w wygranym 2:1 towarzyskim meczu z Bułgarią. 25 stycznia 2004 w wygranym 3:1 towarzyskim spotkaniu z Hondurasem zdobył jedną z bramek. Łącznie wystąpił w 22 spotkaniach reprezentacji Norwegii w latach 2001–2009, w których strzelił jednego gola.

### Kariera trenerska
8 stycznia 2019 rozpoczął pracę jako asystent trenera w norweskim Kristiansund BK. W 2022 jego klub spadł z Eliteserien. 
W styczniu 2023 został pierwszym trenerem farerskiego KÍ Klaksvík. W tym samym roku jego zespół zdobył mistrzostwo kraju. Oprócz tego, w eliminacjach do Ligi Mistrzów 2023/24 pokonał Ferencvárosi TC oraz BK Häcken, a później przegrał z Molde FK i w eliminacjach do Ligi Europy z Sheriffem Tyraspol, co ostatecznie dało mu historyczny awans do fazy grupowej Ligi Konferencji Europy. W niej Klaksvík zdobył cztery punkty. 
W styczniu 2024 Hoseth przeszedł do Lyngby BK. 1 marca 2024 został zwolniony z duńskiego zespołu po dwóch meczach.

## Sukcesy

### Zawodnicze
FC København
- Zwycięzca Royal League: 2004/05[17]

Vålerenga Fotball
- Mistrz Norwegii: 2005

Molde FK
- Mistrz Norwegii: 2011, 2012, 2014
- Zdobywca Pucharu Norwegii: 2013, 2014

### Trenerskie
KÍ Klaksvík
- Mistrz Wysp Owczych: 2023
- Pierwszy awans farerskiego zespołu do fazy grupowej europejskich pucharów: Liga Konferencji Europy 2023/2024[13]